# Comuna Iabluniv, Muncaci
Iabluniv (în ucraineană Яблунів) este o comună în raionul Muncaci, regiunea Transcarpatia, Ucraina, formată din satele Iabluniv (reședința) și Novoselîțea.

## Demografie
Componența lingvistică a comunei Iabluniv
     Ucraineană (99,34%)
     Alte limbi (0,66%)
Conform recensământului din 2001, majoritatea populației comunei Iabluniv era vorbitoare de ucraineană (99,34%), existând în minoritate și vorbitori de alte limbi.